# Zpívej (franšíza)
Zpívej (v anglickém originále Sing) je americká animovaná hudební franšíza vytvořená Garthem Jenningsem a produkovaná společností Illumination. Obsahuje mimo jiné hlasové herce Matthewa McConaugheyho, Reese Witherspoon, Scarlett Johansson, Nicka Krolla, Tarona Egertona a Tori Kelly. První film, Zpívej, byl uveden 21. prosince 2016 a získal pozitivní recenze od kritiků. Druhý film, Zpívej 2, byl uveden do kin 22. prosince 2021. Série celosvětově vydělala 1 miliardu dolarů.
Tato série se odehrává ve světě obývaném mluvícími antromorfními zvířaty. Sleduje koalu, který s pomocí dalších zvířat hraje živá divadelní pěvecká představení.

## Filmy
- Zpívej (2016, režie Garth Jennings)
- Zpívej 2 (2021, režie Chris Renaud)